# Maksym Nikitin
Maksym Kostjantynowytsch Nikitin (ukrainisch Максим Костянтинович Нікітін; * 5. Oktober 1994 in Charkiw), auch als Max Nikitin bekannt, ist ein ukrainischer Eiskunstläufer, der im Eistanz antritt. Mit seiner Eistanzpartnerin Oleksandra Nasarowa ist er sechsmaliger Ukrainischer Meister. Sie vertraten zweimal die Ukraine bei den Olympischen Winterspielen.
Internationale Aufmerksamkeit auch über den Eiskunstlauf hinaus erlangten Nasarowa und Nikitin bei den Weltmeisterschaften 2022, die kurz nach dem russischen Überfall auf die Ukraine im Februar 2022 stattfanden und bei denen Nasarowa und Nikitin bei großer Unterstützung des Publikums ein spontan entwickeltes Programm zu ukrainischer Musik aufführten.

## Sportliche Karriere

### Anfänge
Maksym Nikitin begann 1999 mit dem Eiskunstlauf. Mit Oleksandra Nasarowa trat er erstmals im Novizen-Wettbewerb der NRW Trophy im Jahr 2007 auf, wo sie die Goldmedaille gewannen. Ihr erster Wettbewerb in der Junioren-Kategorie war die Junioren-Grand-Prix-Serie der Saison 2010/11. Sie belegten in Großbritannien und Österreich den 7. bzw. 11. Platz. In der folgenden Saison nahmen sie an den Olympischen Jugend-Winterspielen teil und gewannen die Silbermedaille. In der Saison 2012/12 gewannen sie die Goldmedaille bei den Ukrainischen Juniorenmeisterschaften und nahmen zum ersten Mal an den Juniorenweltmeisterschaften teil, wo sie 11. wurden. In der folgenden Saison gewannen sie zwei Silbermedaillen beim Junioren-Grand-Prix in Polen und Estland, wofür sie sich für das Finale qualifizierten, in dem sie den 5. Platz belegten. Bei den Juniorenweltmeisterschaften 2015 gewannen sie die Bronzemedaille.

### 2015 bis 2022
In derselben Saison wechselten Nasarowa und Nikitin zu den Wettbewerben der Erwachsenen, in die sie mit der Challenger-Serie einstiegen. Sie gewannen eine Silbermedaille beim Warsaw Cup und belegten den 4. Platz beim Golden Spin of Zagreb. Sie nahmen außerdem an den Europameisterschaften 2015 teil, wo sie 11. wurden, und bei ihren ersten Weltmeisterschaften, bei denen sie den 17. Platz erreichten. In den folgenden Jahren qualifizierten sie sich für jede Weltmeisterschaft, wobei der 15. Platz in den Jahren 2017 und 2018 ihre höchste Platzierung war (die Weltmeisterschaften 2020 wurden aufgrund der COVID-19-Pandemie abgesagt). Bei den Olympischen Winterspielen 2018 erreichten Nasarowa und Nikitin den 21. Platz. Für die Olympischen Winterspiele 2022 qualifizierten sie sich erneut und erreichten den 20. Platz.

### Weltmeisterschaften 2022
Nach den Olympischen Winterspielen kehrten Nasarowa und Nikitin nach Charkiw zurück. Nur wenige Tage später begann der russische Überfall auf die Ukraine, der gerade Charkiw besonders hart traf. Sie mussten ihr Training aufgeben und schließlich die Stadt verlassen. Trotz der widrigen Umstände beschlossen sie an der Weltmeisterschaft in Montpellier teilzunehmen. Sie sagten, sie wollten ihr Land repräsentieren, die Aufmerksamkeit der Welt auf den Krieg in der Ukraine lenken und den Menschen dort Mut machen. Mit der Unterstützung der Eistänzerinnen Gabriella Papadakis und Madison Chock konnten sie auf Umwegen nach Polen reisen und fanden in Toruń eine Trainingsmöglichkeit für die letzte Woche vor der Weltmeisterschaft. Obwohl sie bereits viel Trainingszeit verloren hatten, änderten Nasarowa und Nikitin wenige Tage vor der Meisterschaft die Musik ihres Rhythmustanzes, da ihr vorheriges Kurzprogramm der Saison zu dem Lied Hit the Road Jack ihnen in ihrer aktuellen Situation nicht mehr angemessen erschien. Der kanadische Komponist Hugo Chouinard erarbeitete mit ihnen kurzfristig ein neues Musikprogramm für ihren Rhythmustanz: eine Kombination aus dem Lied 1944 der ukrainischen Sängerin Jamala, das von der Verfolgung der Krimtataren handelt, und einem Remix des Volkslieds Oj, u lusi tscherwona kalyna von der ukrainischen Band BoomBox, das in jüngster Zeit ein Widerstandslied gegen den Krieg geworden war.
Seit dem russischen Angriff auf die Ukraine hatte ihr russisches Trainingsteam um Alexander Schulin keinen Kontakt mehr zu Nasarowa und Nikitin gesucht und auch keine weiteren Vorbereitungen für die Weltmeisterschaften für sie getroffen. Die Aufgaben des Trainers vor Ort übernahm für das Paar der ukrainische Einzelläufer Iwan Schmuratko. Umgekehrt unterstützten sie Schmuratko, dessen Trainerin nicht anreisen konnte, in seinem Wettbewerb. Beim Rhythmustanz traten sie nicht in ihren Kostümen an, sondern in schlichten Trainings-T-Shirts in den ukrainischen Farben. Sie wurden von großem Applaus und unterstützenden Botschaften begleitet und erhielten minutenlange stehende Ovationen. Sie belegten den 16. Platz. Danach zogen sich Nasarowa und Nikitin aus dem Wettbewerb zurück, da sie sich auch mit ihrem bisherigen Kürtanz nicht mehr wohlfühlten, aber keine Zeit mehr hatten, ihn anzupassen.
Nasarowa bedankte sich bei den anderen Teams und beim Publikum für die Unterstützung vor Ort und in den sozialen Medien. Enttäuscht zeigte sie sich über die russischen Sportlerinnen und Sportler, die an Propaganda-Veranstaltungen Wladimir Putins teilnahmen. Darunter war auch das russische Eistanzpaar Wiktorija Sinizina und Nikita Kazalapow, das bei den Olympischen Spielen die Silbermedaille gewonnen hatte. Nasarowa sagte: „Es ist nicht lange her, da haben wir sie in dieser schwierigen olympischen Saison unterstützt, jetzt unterstützen sie den Krieg gegen uns und unser Land.“
Nach den Weltmeisterschaften erhielten Nasarowa und Nikitin eine Einladung in die japanische Eisshow Fantasy on Ice, in der sie von Mai bis Juni auftraten. Sie kündigten an, so bald wie möglich in die Ukraine zurückkehren und sich am Wiederaufbau des Landes beteiligen zu wollen. Wann dies möglich werde, sei ungewiss, zumal alle Eisstadien in ihrer Heimatstadt Charkiw zerstört sind.
Zu Beginn der Saison 2022/23 kündigten Nasarowa und Nikitin an, einen Trainingsstandort in einem anderen europäischen Land zu suchen. Sie erhielten zwei Einladungen in die Grand-Prix-Serie, gaben aber kurz darauf das Ende ihrer Wettbewerbskarriere bekannt. Beide wollen außerhalb des Wettbewerbs weiterhin dem Eiskunstlauf verbunden bleiben.

## Ergebnisse
(mit Oleksandra Nasarowa; ab Juniorenwettbewerben)
| Meisterschaft/Saison                     | 10/11 | 11/12 | 12/13 | 13/14 | 14/15 | 15/16 | 16/17 | 17/18 | 18/19 | 19/20 | 20/21 | 21/22          |
| ---------------------------------------- | ----- | ----- | ----- | ----- | ----- | ----- | ----- | ----- | ----- | ----- | ----- | -------------- |
| Olympische Winterspiele                  |       |       |       |       |       |       |       | 21.   |       |       |       | 20.            |
| Olympische Winterspiele – Teamwettbewerb |       |       |       |       |       |       |       |       |       |       |       | 10. (Team)/ 9. |
| Weltmeisterschaften                      |       |       |       |       | 17.   | 19.   | 15.   | 15.   | 20.   | –     | 20.   | WD             |
| Europameisterschaften                    |       |       |       |       | 11th  |       | 9th   | 11th  |       | 10th  |       | 10th           |
| Ukrainische Meisterschaften              |       |       |       |       | 1.    | Z     | 1.    | 1.    |       | 1.    | 1.    | 1.             |
| Grand-Prix-Serie/Saison                  | 10/11 | 11/12 | 12/13 | 13/14 | 14/15 | 15/16 | 16/17 | 17/18 | 18/19 | 19/20 | 20/21 | 21/22          |
| Internationaux de France                 |       |       |       |       |       |       | 7     |       |       |       |       |                |
| NHK Trophy                               |       |       |       |       |       |       |       | 6.    | 9.    |       |       | 8.             |
| Rostelecom Cup                           |       |       |       |       |       |       |       |       |       |       | 6.    |                |
| Skate America                            |       |       |       |       |       | 7.    |       |       | 8.    |       |       |                |
| Challenger-Serie + Sonstige/Saison       | 10/11 | 11/12 | 12/13 | 13/14 | 14/15 | 15/16 | 16/17 | 17/18 | 18/19 | 19/20 | 20/21 | 21/22          |
| Budapest Trophy                          |       |       |       |       |       |       |       |       |       |       | 1.    |                |
| Denis Ten Memorial Challenge             |       |       |       |       |       |       |       |       |       |       |       | 2.             |
| Golden Spin of Zagreb                    |       |       |       |       | 4.    |       | 6.    |       |       |       |       |                |
| Ice Star                                 |       |       |       |       |       |       |       | 4.    | 1st   | 3.    |       |                |
| Lombardia Trophy                         |       |       |       |       |       |       |       | 3.    |       | 3.    |       |                |
| Nebelhorn Trophy                         |       |       |       |       |       |       |       |       | 9.    |       |       |                |
| Tallinn Trophy                           |       |       |       |       |       | 6.    |       |       |       |       |       |                |
| U.S. Classic                             |       |       |       |       |       | 4.    |       |       |       |       |       |                |
| Warsaw Cup                               |       |       |       |       | 2.    |       |       | 3.    |       |       |       |                |
| Bosphorus Cup                            |       |       |       |       |       |       |       |       |       | 2.    |       |                |
| Cup of Nice                              |       |       |       |       |       |       | 3.    | 5.    |       |       |       |                |
| LuMi Dance Trophy                        |       |       |       |       |       |       |       |       |       |       | 1.    |                |
| Mezzaluna Cup                            |       |       |       |       |       |       |       |       |       | 1.    |       |                |
| Open Ice Mall Cup                        |       |       |       |       |       |       |       |       | 1.    |       |       |                |
| Pavel Roman Memorial                     |       |       |       |       |       |       |       | 1.    |       | 1.    |       |                |
| Santa Claus Cup                          |       |       |       |       |       |       |       | 1.    |       |       |       |                |
| Universiade                              |       |       |       |       |       |       | 1.    |       |       |       |       |                |
| Victor Petrenko Cup                      |       |       |       |       |       |       |       |       |       |       |       | 1.             |
| Juniorenwettbewerb/Saison                | 10/11 | 11/12 | 12/13 | 13/14 | 14/15 | 15/16 | 16/17 | 17/18 | 18/19 | 19/20 | 20/21 | 21/22          |
| Juniorenweltmeisterschaften              |       |       | 11.   | 5.    | 3.    |       |       |       |       |       |       |                |
| Olympische Jugend-Winterspiele           |       | 2.    |       |       |       |       |       |       |       |       |       |                |
| Junior Grand Prix: Finale                |       |       |       | 5.    |       |       |       |       |       |       |       |                |
| Junior Grand Prix Österreich             | 11.   |       | 5.    |       |       |       |       |       |       |       |       |                |
| Junior Grand Prix Kroatien               |       |       | 5.    |       |       |       |       |       |       |       |       |                |
| Junior Grand Prix Tschechien             |       |       |       |       | 4.    |       |       |       |       |       |       |                |
| Junior Grand Prix Estland                |       |       |       | 2.    | 3.    |       |       |       |       |       |       |                |
| Junior Grand Prix Polen                  |       |       |       | 2.    |       |       |       |       |       |       |       |                |
| Junior Grand Prix UK                     | 7.    |       |       |       |       |       |       |       |       |       |       |                |
| Volvo Open Cup                           |       |       |       | 2.    |       |       |       |       |       |       |       |                |
| Istanbul Cup                             |       | 5.    |       |       |       |       |       |       |       |       |       |                |
| NRW Trophy                               | 10.   | 5.    | 7.    |       |       |       |       |       |       |       |       |                |
| Santa Claus Cup                          |       | 8.    | 1.    |       |       |       |       |       |       |       |       |                |
| Ukrainische Juniorenmeisterschaften      |       |       | 1.    |       |       |       |       |       |       |       |       |                |